# Шеффілд (міська агломерація)
Шеффілдська міська територія (англ. Sheffield urban area) — агломерація на півночі Англії з населенням 685 368 осіб згідно з переписом 2011 року. Це було збільшенням на 7% порівняно з населенням 2001 року, яке становило 640 720, що зробило його 8-м за величиною агломерацією у Сполученому Королівстві та 6-м за величиною в Англії. Управління національної статистики назвало Шеффілд міською територією, його не слід плутати з Шеффілдським міським регіоном, неурядовим терміном, який часто вживається, особливо бізнес-спільнотою. У 2001 році щільність населення міської території становила 3949,2 осіб на км2, до 2011 року вона трохи зросла до 4092 осіб на км2.
У місті Шеффілд проживає трохи більше двох третин населення всієї агломерації.